# Synagoge (Gąbin)

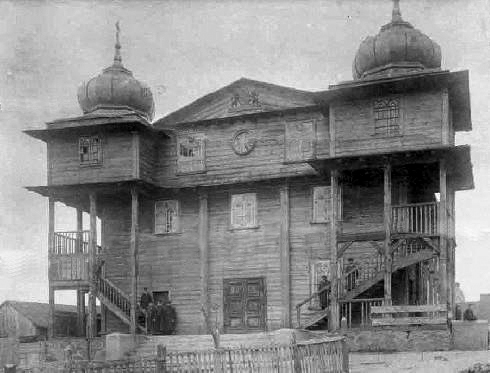
Synagoge in Gąbin

Die Synagoge in Gąbin, einer polnischen Stadt in der Woiwodschaft Masowien, wurde 1710 errichtet und von 1893  bis 1911 renoviert. 
Die Synagoge aus Holz wurde am 21. September 1939 von den deutschen Besatzern während des Zweiten Weltkriegs zerstört.